# لوتي موس
شارلوت موس (ولدت في 9 يناير 1998)، والمعروفة باسم لوتي موس (Lottie Moss)، هي عارضة أزياء بريطانية.  هي الأخت غير الشقيقة لعارضة الازياء كيت موس.

## بداية حياتها
والدها الذي يدعى بيتر موس ووالدتها إنجر سولنوردال. وهي الأخت غير الشقيقة لعارضة الازياء كيت موس من والدها التي كانت قد حققت شهرة عالمية في الوقت الذي ولدت فيه موس.

## الحياة المهنية
ظهرت موس لأول مرة على صفحات مجلة فوغ الأمريكية في عام 2011 عندما ظهر حفل زفاف أختها الكبرى في المجلة وكانت موس وصيفة الشرف للعروس. 
في عام 2014 وقعت موس مع إدارة ستورم. وكانت أول جلسة تصوير مميزة لها عبر ظهورها في مجلة Dazed بينما كانت أول افتتاحية مطبوعة لها في مجلة Teen Vogue .   في نفس العام ظهرت أيضًا في سلسلة من الإعلانات لكالفن كلاين، التي قامت أختها أيضًا بالعرض لها. 
حصلت موس على غلافها الأول من فوغ في عام 2016، حيث ظهرت على غلاف Paris Vogue مع عارض الأزياء لاكي بلو سميث.
في عام 2021، أعلنت موس أنها ستبيع صورًا عارية لنفسها على خدمة الاشتراك في محتوى OnlyFans . دافعت موس عن القرار قائلة إنها كانت "شخصية جنسية للغاية".  في مقابلة مع بودكاست Private Parts، كشفت موس أنه بسبب استفادتها المهنية من المحسوبية، كانت لديها علاقة غير مريحة مع الشهرة. وأوضحت كذلك أنها تتمتع بحرية التصرف التي كانت تتمتع بها في إنشاء المحتوى الخاص بها. 

## الحياة الشخصية
تعرّف موس بأنها من الاشخاص ذو الشمولية الجنسية.
في كانون الأول (ديسمبر) 2022، شاركت موس مقطعًا في تيك توك تظهر فيه وشم وجهها بكلمة "lover" تحت عينها اليسرى. 

## روابط خارجية
- [http://www.imdb.com/name/nm7826451/ Lottie Moss

] في قاعدة بيانات الأفلام على الإنترنت